# Sapporo
Sapporo (jap. 札幌市 Sapporo-shi) słuchajⓘ – piąte co do wielkości miasto Japonii, największe miasto wyspy Hokkaido i stolica tejże prefektury. Ośrodek sportów zimowych, gospodarz Festiwalu Śniegu. W mieście znajdują się 4 uniwersytety publiczne, kilkanaście prywatnych uczelni wyższych, muzea i chramy shintō. Miasto ma powierzchnię 1 121,26 km². W 2020 r. mieszkało w nim 1 973 395 osób, w 967 372 gospodarstwach domowych  (w 2010 r. 1 913 545 osób, w 884 750 gospodarstwach domowych) .
Nazwa miasta pochodzi z języka ajnuskiego, od sat poro pet – „wielka sucha rzeka”.

## Historia

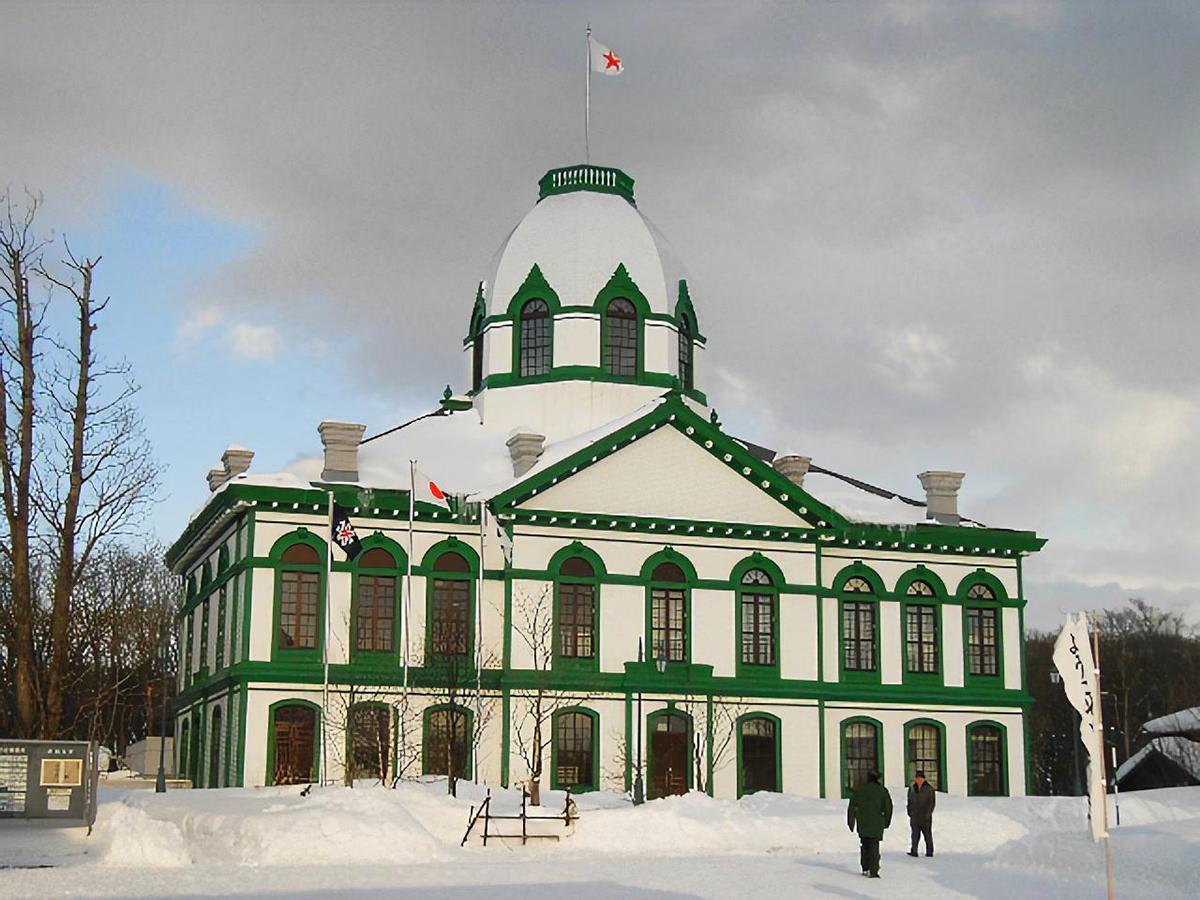
Historyczny budynek Biura Wysłannika ds. Eksploatacji w Sapporo

W 1869 r. został utworzony Urząd ds. Rozwoju, zwany też Urzędem ds. Kolonizacji.
W dniu 1 sierpnia 1922 Sapporo uzyskało prawa miejskie.
1 kwietnia 1972 zostało miastem oznaczonym rządowym rozporządzeniem. W tym samym roku było gospodarzem Zimowych Igrzysk Olimpijskich. W Sapporo znajdują się dwie skocznie narciarskie: Ōkurayama i Miyanomori.

## Gospodarka

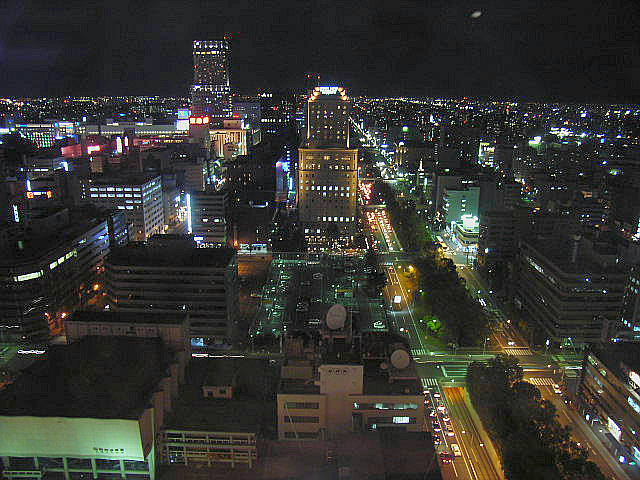
Sapporo nocą

Miasto jest ośrodkiem przemysłu: spożywczego, włókienniczego, drzewnego, lotniczego, poligraficznego, farmaceutycznego oraz rafineryjnego.

## Transport
Ważny węzeł komunikacji kolejowej, największy dworzec to dworzec Sapporo, oraz drogowej. Miasto jest obsługiwane przez nowy port lotniczy Chitose. Komunikację wewnątrz miasta zapewniają autobusy, trzy linie metra oraz linia tramwajowa.

## Sport
- Sapporo w 2002 roku było jednym z miast organizatorów Mistrzostw Świata w Piłce Nożnej. Mecze odbywały się na stadionie Sapporo Dome.
- W Sapporo znajduje się skocznia narciarska Ōkurayama, na której są rozgrywane zawody Pucharu Świata, a także skocznia Miyanomori, na której rozgrywane były Mistrzostwa Świata w Narciarstwie Klasycznym 2007.
- W 2006 Japonia była gospodarzem Mistrzostw Świata w Koszykówce Mężczyzn i w Sapporo zostały rozegrane niektóre mecze.
- W 2007 Sapporo było gospodarzem Mistrzostw Świata w Narciarstwie Klasycznym.

## Dzielnice miasta
Sapporo jest podzielone na 10 dzielnic:
- Minami – czerwony (największy)
- Teine – jaśniejszy zielony (bardziej na północ)
- Nishi – żółty
- Chūō – ciemnoniebieski (bardziej na zachód)
- Toyohira – różowy
- Kiyota – ciemniejszy zielony (bardziej na południe)
- Kita – ciemnopomarańczowy (lub mały czerwony)
- Higashi – jasnoniebieski
- Shiroishi – brązowy
- Atsubetsu – fioletowy (lub mały najbardziej wysunięty na wschód)

| Nazwa        | Nazwa        | Nazwa  | Powierzchnia (km²) | Ludność   | Kod jednostki |
| Polska nazwa | Rōmaji       | Kanji  | Powierzchnia (km²) | Ludność   | Kod jednostki |
| ------------ | ------------ | ------ | ------------------ | --------- | ------------- |
| Atsubetsu    | Atsubetsu-ku | 厚別区 | 24,38              | 125 083   | 01108         |
| Chūō         | Chūō-ku      | 中央区 | 46,42              | 248 680   | 01101         |
| Higashi      | Higashi-ku   | 東区   | 56,97              | 265 379   | 01103         |
| Kita         | Kita-ku      | 北区   | 63,57              | 289 323   | 01102         |
| Kiyota       | Kiyota-ku    | 清田区 | 59,87              | 112 355   | 01110         |
| Minami       | Minami-ku    | 南区   | 657,48             | 135 777   | 01106         |
| Nishi        | Nishi-ku     | 西区   | 75,10              | 217 040   | 01107         |
| Shiroishi    | Shiroishi-ku | 白石区 | 34,47              | 211 835   | 01104         |
| Teine        | Teine-ku     | 手稲区 | 56,77              | 142 625   | 01109         |
| Toyohira     | Toyohira-ku  | 豊平区 | 46,23              | 225 298   | 01105         |
| Sapporo      | Sapporo-shi  | 札幌市 | 1 121,26           | 1 973 395 | 01100         |

## Miasta partnerskie
- Rosja: Nowosybirsk (od 1990)
- Niemcy: Monachium (od 1972)
- Stany Zjednoczone: Portland (od 1959)
- Chiny: Shenyang (od 1980)